# Rietveld (polder Woerden)
Rietveld of de Rietveldse polder is een voormalig waterschap en polder in de provincie Utrecht ten westen van Woerden, bij het gehucht Rietveld.
De polder valt onder waterschap De Stichtse Rijnlanden. Tot 1975 werd het waterbeheer uitgevoerd door Groot-Waterschap van Woerden.
In 2020 werd de polder, 40 hectare groot, aangekocht door het Utrechts Landschap. Deze stichting is van plan de polder te ontwikkelen naar een mozaïek van plas-dras en hogere stukjes, met als doel een betere habitat voor weidevogels. In het gebied komen in 2020 grutto’s, veldleeuweriken, zwarte sterns, purperreigers en tureluurs voor.